# Кустов, Леонид Модестович
Кустов Леонид Модестович (род. 3 июня 1956 года, село Майдаково Палехского района Ивановской области) — российский физикохимик; доктор химических наук; специалист в области зеленой химии, катализа, наноматериалов.

## Биография
Отец — Модест Иванович (1924 года рождения). Мать — Лидия Павловна (1923 года рождения). Брат — Анатолий Модестович (1952 года рождения).
В 1973 году поступил на Химический факультет МГУВ 1978 году закончил его с отличием. Дипломная работа: «Взаимосвязь кислотных и каталитических свойств цеолитов в реакции крекинга». Выполнялась на кафедре физической химии в лаборатории Кинетики и катализа под руководством Романовского Б. В.
В 1977 году женился. Жена — Наталья Николаевна (1954 года рождения, родной город Калуга). Закончила Химический факультет МГУ. Сейчас работает главным редактором отдела химии Большой Российской энциклопедии.
В 1982 году защитил кандидатскую диссертацию «Исследование бренстедовских кислотных центров цеолитов методом ИК-спектроскопии диффузного рассеяния» (руководитель работы — академик Казанский В. Б.), а в 1991 году — докторскую диссертацию «Роль бренстедовских и льюисовских кислотных центров модифицированных цеолитов в катализе». Стажировки: 1985 год — Чехословакия, 1987 год — Индия, 1990—1991 года — США.
В период 1997—2002 руководил лабораторией гидрогенизационных и окислительных процессов (№ 6) в ИОХ РАН; C 2002 года руководит лабораторией разработки и исследования полифункциональных катализаторов (№ 14) в ИОХ РАН; а также (с2005 г.) лабораторией экологической химии на Химический факультет МГУ им. М. В. Ломоносова; в 2015 году создал лабораторию нанохимии и экологии в НИТУ МИСиС.
Дети:
Кустов Аркадий Леонидович (род. 16 декабря 1978) — кандидат химических наук. Сейчас работает в компании Haldor Topsoe (Дания).
Кустов Александр Леонидович (род. 01 июня 1987) — кандидат химических наук. Сейчас работает старшим научным сотрудником в МГУ, ИОХ, НИТУ МИСиС.

## Научно-исследовательская деятельность
Под руководством проф. Л. М. Кустова проведен ряд важных исследований в разработке каталитических процессов, органическом синтезе, использовании СВЧ-активации, ионных жидкостей, дизайне нанокатализаторов и структурированных каталитических систем на основе металлических носителей (сетка, проволока, фольга), разработке новых микро- и мезопористых материалов (цеолиты, MOF, MCM, ITQ, SBA и т. д.).
Разработаны следующие материалы, процессы и катализаторы:
- Процесс окислительного дегидрирования легких парафинов (использование СВЧ-активации парафинов, использование СО2 в качестве окислителя); также разработан очень эффективный массивный катализатор традиционного окислительного дегидрирования этана кислородом, с селективностью по этилену выше 98 %[1].
- Процесс получения акриловой кислоты из пропана.
- Процессы гидрирования и раскрытия цикла ароматических углеводородов, протекающие на катализаторах, устойчивых к присутствию серы, а также, селективное гидрирование бензола в смеси с толуолом.
- Наноадсорбенты для очистки природного газа от воды (емкость до 100 вес. %), соединений серы (емкость до 30 вес. %), СО2 (емкость до 30 вес. %)[2].
- Специальные MOF (metal organic frameworks — металл-органические каркасные структуры) материалы для разделения легких газов[3].
- Синтезы известных и новых ионных жидкостей (более 100 различных структур) и использование ионных жидкостей в электрохимии (электроосаждение и электрохимическое модифицирование металлов поверхностными наноструктурами (нанотрубки, ячейки Бенара))[4].
- Структурированные катализаторы на основе палладия, нанесенного на металлокерамические волокна (sintered metal fibers (SMF))[5], а также катализаторы на металлических фольгах, модифицированных пористыми вторичными оксидными покрытиями, которые демонстрируют высокую производительность, селективность и стабильность, причем эти показатели на 30-50 % превосходят аналогичные для промышленных катализаторов.
- Установлена корреляция между каталитической активностью и свойствами поверхности катализаторов, которые были исследованы методами рентгеновской дифракции (XRD), методами XAS, ИКС-ДР и рентгеновской фотоэлектронной спектроскопии (XPS)[6].

Ещё одной областью научных интересов Л. М. Кустова является разработка наноразмерных структурированных катализаторов для парциального окисления метана в синтез-газ и парового реформинга метана, а также окисления этана в этилен и пропана в акриловую кислоту. Катализаторы представляют собой металлические фольги или SMF c пористым оксидным слоем. Катализатор показал высокую активность и селективность по водороду, в результате чего в процессе парциального окисления метана в синтез-газ селективность и выход синтез-газа достигли 99 %.
Под руководством Леонида Модестовича разработаны новые наноадсорбенты для очистки газовых потоков, содержащих летучие органические соединения, в том числе серы, хлора, азота (VOC), с использованием структурированных систем. Был разработан процесс полного окисления углеводородов и следовых количеств Cl-, N- и S-содержащих ЛОВ, содержащихся в воздухе (структурированные материалы с активными металлами, нанесенными с помощью различных методов), в результате работы данных катализаторов содержание ЛОВ в воздухе снижается с 1000 ppm до менее чем 10 ppm. Преимуществами структурированного композитного материала по сравнению с обычно используемыми порошками и экструдатами являются низкая сопротивляемость внутреннему массопереносу, относительно низкий перепад давления и компактность.
Все лаборатории, находящиеся под руководством Л. М. Кустова соответствуют и даже превосходят мировой уровень, о чём свидетельствует постоянно высокий уровень международного сотрудничества и число заключенных контрактов с зарубежными компаниями. За период с 2009 года под руководством Л. М. Кустова было опубликовано около 80 статей, из них около 40 — в международных журналах с импакт-фактором выше 2. Получено около 40 патентов, в том числе несколько патентов США, Канады, Европы. Выполняются работы по проектам Минобрнауки (около 15 проектов), контрактам с крупнейшими компаниями США, Европы, Кореи (около 15 контрактов, партнеры — Chevron, Lanxess, Nova, GM, LG, Samsung, SABIC, Baker Hughes и др.).
Научные интересы профессора Кустова Л. М. постоянно расширяются.
Профессор Л. М. Кустов является одним из ведущих мировых специалистов в области разработки наноструктурированных катализаторов и реакторных технологий, особенно в области процессов гидрирования, парциального и полного окисления, разработки наноразмерных адсорбентов, решения проблем экологии.
По данным Web of Science величина индекса Хирша Л. М. Кустова равна 29. Основные научные результаты представлены более чем в 250 публикациях в журналах базы Web of Science и более 450 публикациях в реферируемых ведущих научных журналах и 8 главами в книгах.

## Опыт преподавательской деятельности
Созданы новые курсы для студентов Химического факультета МГУ:
1. Спектроскопия наноматериалов
2. «Зелёная» химия
3. Промышленный катализ
4. Основы маркетинга применительно к химии
5. Нетрадиционные методы проведения химических процессов
6. Вводный курс лекций «Введение в специальность» для студентов и аспирантов кафедры общей химии Химического факультета МГУ

Руководство 28 аспирантами (23 аспиранта защитили диссертации), 30 студентами, включая руководство курсовыми и дипломными работами.

## Научно — организационная деятельность
Членство в редколлегиях и консультативных советах рецензируемых научных изданий:
- Журнал физической химии (ответственный секретарь), с 2000 г.
- Российский химический журнал (Журнал ВХО им. Д. И. Менделеева) (зам. Главного редактора), с 1992 г.
- Катализ в промышленности (с 2007 г.)
- Current Microwave Chemistry, с 2014 г.

Членство в программных и организационных комитетах международных конференций:
- 12 Международная цеолитная конференция
- 13 Европейский конгресс по катализу
- 3 конгресс Роскатализ
- 1, 2 Международные симпозиумы «Наноматериалы и окружающая среда»

## Награды
1990 год — премия Ленинского Комсомола за выдающиеся достижения в области исследования модифицированных цеолитных катализаторов;
1995 год — премия фонда поддержки научных исследований Бельгии за исследование механизмов каталитических процессов на цеолитных
катализаторах;
1995 год — премия компании Экссон за вклад в исследование кислотных и каталитических свойств цеолитов;
2001 год — премия Фонда содействия отечественной науке за цикл работ;
2013 год — премия им. Н. Д. Зелинского за цикл работ по ионным жидкостям и их использованию в катализе и электрохимии в качестве зеленых растворителей;
2015 год — премия Elsevier Scopus Award 2015 за выдающийся вклад в развитие науки в области химии;
2015 год — диплом качества (Diploma di Merito) и золотая медаль Европейской научно-промышленной палаты за существенный вклад в исследование органической химии, электрокатализа, ионных жидкостей.